# خطوط عريضة للفن المرئي

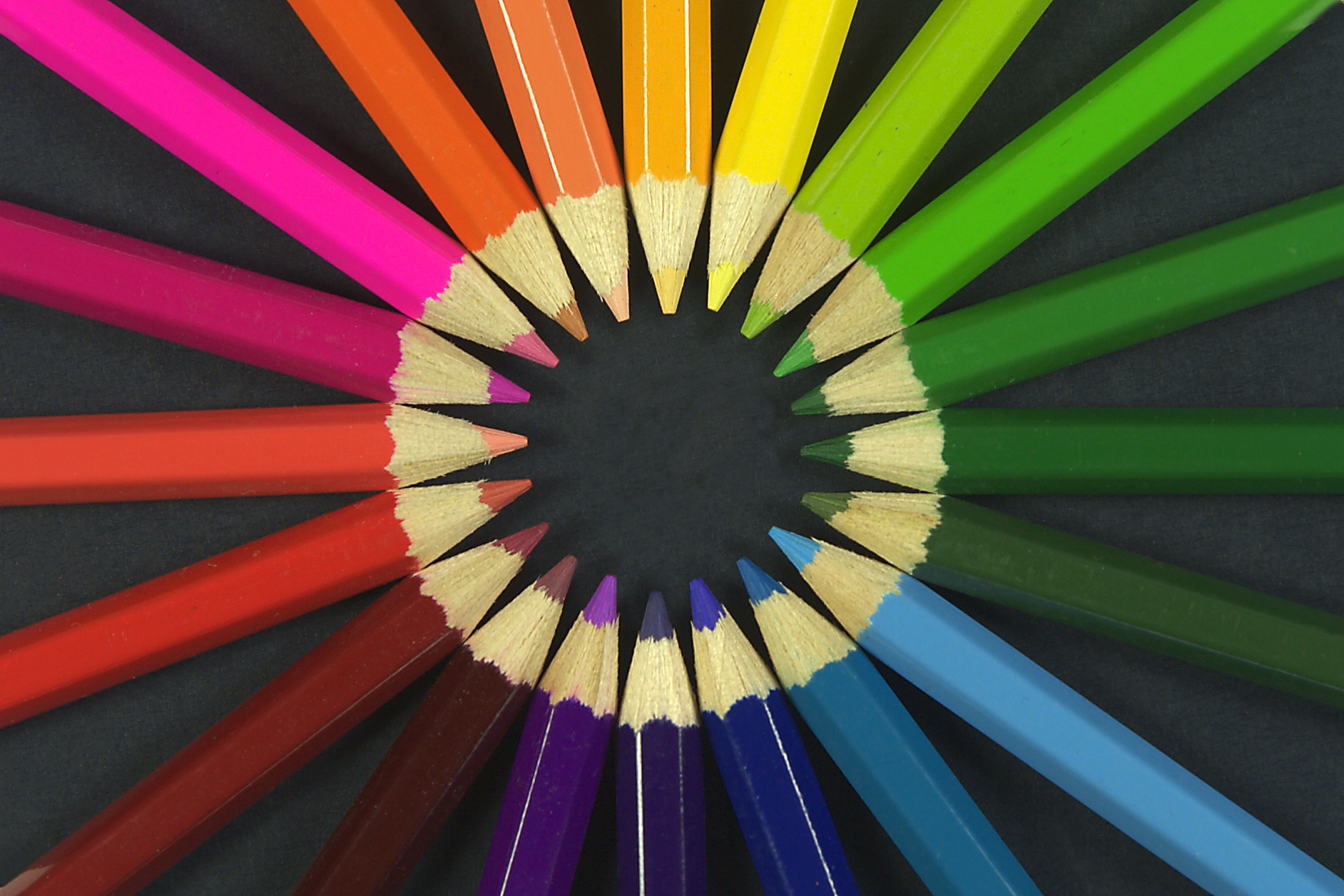
سعد اللون جانبا مهما من الجوانب العديدة للفنون المرئية.

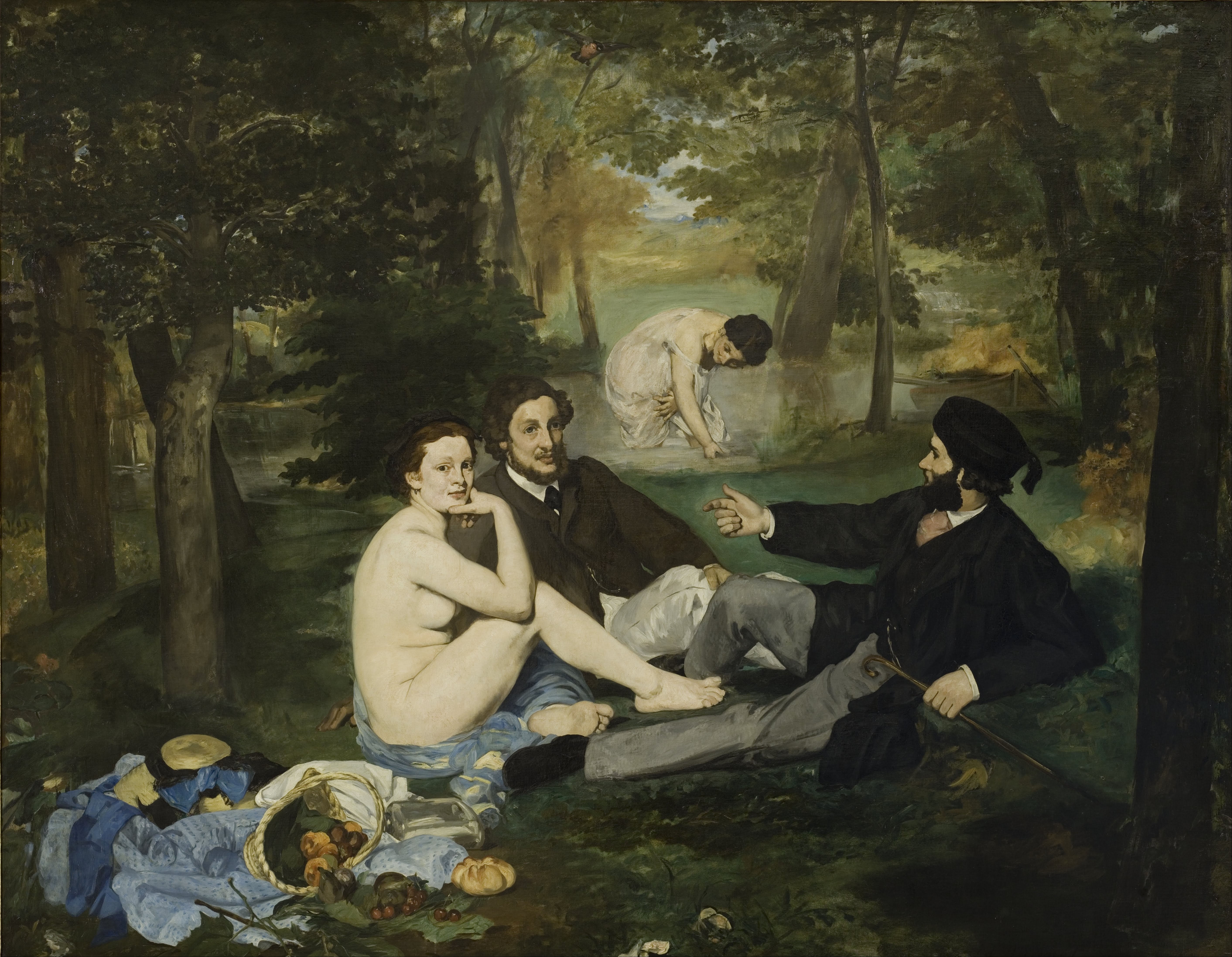
طعام الغداء في الحقل (لوحة) لادوارد مانيه

يتم عرض المخطط التفصيلي التالي لتوفير نظرة عامة وارشاد موضوعي عن الفنون المرئية: 
فنون مرئية – نوع من أنواعالفنون، التي تتضمن الـتصوير، النحت، التصوير الضوئي، الطباعة وأنواع أخرى، والتي ينصب فيها التركيز الأهم على تكوين أعمال ذات طبيعة مرئية. الفنون المرئية التي تنتج أعمال ثلاثية الأبعاد، مثل النحت والعمارة، تعرف باسم فن بلاستيكي. يتضمن الاستخدام الحالي للفنون المرئية الفنون الجميلة بجانب المشغولات اليدوية، ولكن ليس ذلك هو الاستخدام دائما.

## أنواع الفنون المرئية
- العمارة، عملية التخطيط، التصميم والبناء. الأعمال المعمارية، والتي تكون على شكل المباني، غالبًا ما ينظر إليها على أنها رموز ثقافية وسياسية وعلى أنها أعمال فنية.
- المشغولات اليدوية
- كتابة استبهامية
- تحريك صور
- فن الخط
- كرتون
- فن خزفي
- كولاج
- قصص مصورة
- فن تصوري
- دي كولاج
- فن زخرفي
- التصميم، يشير كفعل إلى عملية ابتكار وتطوير خطة لشيء جديد (آلة، مبنى، منتج، الخ.).وكاسم فانه يشير إلى الخطة النهائية أو الاقتراحات (رسم، موديل، أو مواضيع/ تفاصيل/ أنواع أخرى)، أو نتيجة تنفيذ تلك الخطة أو الاقتراح (المنتج)
  - تصميم أزياء
  - تصميم الحدائق
  - تصميم الجرافيك
  - تصميم جرافيكي حركي
  - تصميم مواقع الويب، إنشاء والحفاظ على المواقع
- فيلم
- جرافيتي
- رسم توضيحي
  - فن الفكرة
- التنصيبية
- فن الأرض
- فن بريدي
- وسائط مختلطة
- تصوير (فنون تشكيلية)
- تصوير
- الطباعة
  - تنميش
  - طباعة حجرية
  - طباعة الشاشة الحريرية
- موازنة الصخور
- نحت
- فن الشارع
- طباعة الحروف
- فن الفيديو
- فن الانترنت

## تاريخ الفن المرئي
- تاريخ فن تحريك الصور
- حركة الفنون والحرف
- تاريخ الفن الخزفي
- تاريخ القصص المصورة
- تاريخ الفن التصوري
- تاريخ الفن الزخرفي
- تاريخ التصوير
- تاريخ تصميم الأزياء
- تاريخ الفيلم
- تاريخ الجرافيتي
- تاريخ الرسوم الايضاحية
- تاريخ التنصيبية
- تاريخ الوسائط المختلطة
- تاريخ التصوير
- تاريخ التصوير الفوتوغرافي
- تاريخ الطباعة
  - تاريخ التنميش
  - تاريخ الطباعة الحجرية
  - تاريخ طباعة الشاشة الحريرية
- تاريخ النحت
- تاريخ فن الفيديو

## عناصر الفن
عناصر الفن: الشكل، التجسيم، الأهمية/القيمة، الخط، اللون، الفراغ، والملمس
- الشكل  المساحة محددة من قبل الحواف
- التجسيم  الحجم المتصور من الأبعاد
- القيمة  استخدام الإضاءة (أبيض) والظلام (التظليل، أو اللون الأسود) في القطعة الفنية
- الخط العلامات الطولية أو المنحنية والتي تمتد مسافتها بين نقطتين.
- اللون يتكون عنما عندما يمر الضوء عبر جسم ما ثم ينعكس إلى العين
  - خصائص اللون 
    - درجة اللون أحمر، أصفر، أزرق، أخضر، الخ.
    - تلون
    - القيمة (السطوع)
- الفراغ المساحة التي يوفرها الفنان لغرض معين. يتضمن الفراغ الخلفية ويشير إلى المسافات أو المساحات حول، بين، أو من خلال الأشياء.
- الملمس الطريقة التي من خلالها  يظهر العمل ثلاثي الأبعاد بصورة حقيقية أكثر، أو الشعور البصري لعمل ثنائي الأبعاد.

## مفاهيم الفن البصري العام
مبادئ الفن
- أعمال فنية
- متحف فني
- كرتون
- كولاج
- التركيب
- فن معاصر
- حقوق التأليف والنشر
- فن الزخرفة
- عمل مشتق
- تصميم
- Found object
- Giclée
- صميم جرافيكي
- رسوم ايضاحية
- الوسائط المختلطة
- فن الوحدات
- تصوير
- فرشاة الرسم
- بورتريه
- آلة الطباعة
- الطباعة الرئيسية القديمة
- دفتر رسم

## الفنانين المرئيين
- قائمة محركو الصور
- قائمة مصممو الأزياء
- قائمة مخرجو الأفلام والتلفزيون
- قائمة المصورون
- قائمة المصورين الفوتوغرافيين
- قائمة النحاتين
- قائمة الخزافيين
- قائمة الأشخاص المشتركة مع أكاديمية جوليان